# Front des gauches
Pour les articles homonymes, voir Front de gauche, FDG (homonymie) et Front des gauches de Catalogne.
Le Front des gauches (FDG), créé le 11 mai 2010, est une alliance entre 6 organisations politiques belges soutenue par des militants syndicaux et associatifs : 
- le Parti communiste (PC),
- la Ligue communiste révolutionnaire (LCR),
- le Parti socialiste de lutte (PSL),
- le Comité pour une autre politique,
- le Parti humaniste (PH),
- le Parti Vélorution.

Il participe aux élections législatives du 13 juin 2010 en présentant des candidats au Sénat (collège francophone) et à la Chambre (dans les différentes circonscriptions francophones ainsi que dans la circonscription bilingue de Bruxelles-Hal-Vilvorde).
Contrairement à d'autres alliances similaires effectuées dans le passé (et qui par ailleurs regroupaient moins d'organisations), le Front des gauches a poursuivi ses activités au-delà des élections qui ont suivi de peu sa création.

## Résultats électoraux
| Région                 | Tête de liste            | Voix   | %      |
| ---------------------- | ------------------------ | ------ | ------ |
| Bruxelles-Hal-Vilvorde | Anja Deschoemacker (PSL) | 4 162  | 0,50 % |
| Hainaut                | Céline Caudron (LCR)     | 5 442  | 0,75 % |
| Liège                  | Pierre Eyben (PC)        | 6 833  | 1,13 % |
| Province du Luxembourg | Nicole Cahen (PC)        | 1 206  | 0,75 % |
| Brabant wallon         | Laurent Balthazar (CAP)  | 1 686  | 0,74 % |
| Namur                  | Annick Letecheur (PH)    | 1 405  | 0,49 % |
| Total                  | -                        | 20 734 | 0,32%  |

| Tête de liste      | Voix   | %      |
| ------------------ | ------ | ------ |
| Robert Tangre (PC) | 28 346 | 1,15 % |